# Leptepilepta
Leptepilepta é um gênero de traça pertencente à família Arctiidae.